# Test di Kuiper
Usato nell'ambito della statistica non parametrica, il test di Kuiper (1962)
è strettamente legato al più noto test di Kolmogorov-Smirnov.
Come questo, vengono calcolate le quantità D+ and D-
che rappresentano la deviazione massima sopra e sotto due distribuzioni da comparare.
Il trucco nel test di Kuiper è di usare la quantità (D+ + D-)
come valore da testare.
Questa piccola modifica rende il test sensibili sia nelle code che nella mediana
e lo rende invariante alla trasformazioni cicliche della variabile indipendente.
Anche il test di Anderson-Darling è sensibile alle code e alla mediana, ma non
ha l'invarianza ciclica.
Questa invarianza rende il test di Kuiper inutilizzabile
se si testano variazioni p.es. per giorni della settimana.
Un esempio è quello di testare l'ipotesi che i computer si guastano 
più frequentemente in un periodo dell'anno piuttosto che in un altro.
Per testare questo bisogna raccogliere le date in cui si sono verificati i guasti
e costruire una distribuzione cumulativa. 
L'ipotesi nulla è che i guasti sono distribuiti uniformemente.
La statistica di Kuiper non cambia se cambiamo il momento in cui facciamo iniziare l'anno
(p.es. "anno scolastico" invece di "anno solare").
Un test come questo tende a non valutare il fatto che i guasti si verificano durante i fine settimana
visto che i fine settimana si distribuiscono durante tutto l'anno,
ma questo è un problema che hanno tutti i test che si basano su una variante del 
test di Kolmogorov-Smirnov.